# Philips Videopac
Il Videopac è una console per videogiochi commercializzata dalla Philips a partire dal 1978. Era la versione europea della console Magnavox Odyssey² prodotta dall'americana Magnavox e, come questa, doveva contrastare le appena uscite console a cartucce Fairchild Channel F e Atari 2600. In Europa fu commercializzata anche come Radiola JET 25, Schneider G7000, Siera G7000 (tutte ditte appartenenti a Philips) e Philips C52 (una versione per il solo mercato francese). In Brasile fu venduta come Philips Odissey.

## Caratteristiche tecniche
Il Videopac era basato su un microcontrollore Intel 8048 (appartenente alla famiglia Intel MCS-48) che offriva una CPU, 1 KB di ROM, 64 byte di RAM, un timer e un oscillatore usato come generatore di clock. Il chip operava a 1,79 MHz ed aveva 27 linee di I/O. Nella ROM del microcontrollore era memorizzato il firmware, una sorta di BIOS o di codice base che serviva alla macchina per funzionare. Al microcontrollore era affiancato un chip di RAM esterna da 128 byte. Sia l'audio che la grafica erano gestiti da un coprocessore sviluppato appositamente da Intel per la console, realizzato sia in versione NTSC (Intel 8244) che PAL (Intel 8245), contenente anche RAM e ROM dedicata. Il Video Display Controller (VDC) integrato nel coprocessore era capace di visualizzare 4 sprite personalizzati (dimensioni 8×8 pixel), memorizzabili nella RAM del chip, e 12 sprite predefiniti selezionabili da una libreria di 64 oggetti precaricata nella ROM: in entrambi i casi gli sprite erano monocromatici, con i colori visualizzabili che erano massimo 8, scelti fra possibili 16 tonalità della tavolozza della console. La risoluzione grafica era di 160×200 pixel. Il sonoro era alquanto primitivo e consisteva in un registro a scorrimento a 24 bit che poteva lavorare a 2 sole frequenze (983 e 3.933 Hz) e grazie al quale era capace di riprodurre semplici toni e da un generatore di rumore bianco.
Queste le caratteristiche complete:
- CPU: microcontrollore ad 8 bit Intel 8048 funzionante a 1,79 MHz
- Memoria:
  - RAM: 64 byte (interna all'8048)
  - RAM per dati audio/video: 128 byte (su chip esterno)
  - ROM (BIOS): 1.024 byte (interna all'8048)
- Video:
  - coprocessore audio/video Intel 8244 (NTSC) o Intel 8245 (PAL)
  - risoluzione: 160×200 (NTSC)
  - tavolozza di 16 colori, 8 utilizzabili contemporaneamente
  - 4 sprite di 8×8 pixel monocromatici personalizzabili (ogni sprite poteva usare un diverso colore)
  - 12 oggetti predefiniti di 8×8 pixel, sceglibili fra una libreria di 64 oggetti predefiniti in ROM (ogni oggetto poteva usare un colore diverso); potevano essere posizionati liberamente sullo schermo ma non potevano interagire tra loro come gli sprite
  - griglia di sfondo di 9×8 elementi: ogni elemento era accendibile a punti, come riga o a blocchi (la griglia era usata per giochi tipo labirinto)
- Audio:
  - gestito dal coprocessore Intel 8244/8245
  - audio mono
  - registro a scorrimento a 24 bit
  - generatore di rumore bianco
- Input:
  - 2 joystick digitali ad 8 vie con 1 pulsante di comando, fissati alla console nella prima versione della console, rimovibili in quelle successive.
  - tastiera a membrana
- Output:
  - uscita video RF per collegamento TV
  - connettore SCART (modello Videopac C52 francese)
- Media:
  - cartucce ROM, da 2/4/8 kB
- Moduli di espansione:[4]
  - The Voice - modulo per aggiungere la sintesi vocale ed effetti audio avanzati
  - Chess Module - modulo per giocare a scacchi con una CPU secondaria (la NSC800, clone dello Zilog Z80) e memoria aggiuntiva

## Modelli
Il modello di base, nonché il più economico, fu il G7000, caratterizzato dalla presenza di 2 joystick classici - dotati di un solo tasto e predisposti per la calibrazione automatica in 8 direzioni - e una tastiera alfanumerica a membrana che consentiva operazioni quali l'inserimento di nomi nella tabella dei record. Come sostanzioso extra, il G7200 incorporò un monitor da 9" e un design piuttosto accattivante, qualità che ne innalzarono il prezzo considerevolmente.
Il Videopac+ G7400, o G7400+, è la versione più potente. Era basata sul prototipo Odyssey3 Command Center che Magnavox aveva presentato nel 1983 al Consumer Electronics Show come evoluzione della Odissey2, ma che non fu mai messo in commercio per la crisi dei videogiochi del 1983 che colpì gli USA. Philips decise però di presentare il modello sul mercato europeo come G7400+. Il G7400+ incrementò non poco le potenzialità del sistema grazie a caratteristiche tecniche superiori. L'Intel 8048 era stato portato a 5,91 MHz ed ora era coadiuvato da un nuovo coprocessore grafico in grado di riprodurre grafica con una risoluzione di 320×238 pixel a 16 colori e capace, rispetto al modello precedente, di gestire anche sfondi grafici ad alta risoluzione. Anche la memoria ricevette un sostanzioso aumento, grazie a una RAM di ben 16 kilobyte e all'implemento di ben 16 kilobyte nelle cartucce di ultima generazione.
Per la G7400+ venne prodotto anche un accessorio oggi molto raro, il C7420, in grado di conferire alla console le capacità di un home computer. Fornisce un interprete di Microsoft BASIC, qui ribattezzato BASIC-80, e una sovratastiera che indica i tasti scorciatoia per i comandi BASIC più comuni. Un normale registratore di cassette può essere collegato al C7420 per il salvataggio dei dati. L'accessorio è costituito da una speciale cartuccia collegata via cavo a un case sistemabile dietro la console, e include un microprocessore Zilog Z80, 16kB di RAM e 18kB di ROM aggiuntivi.

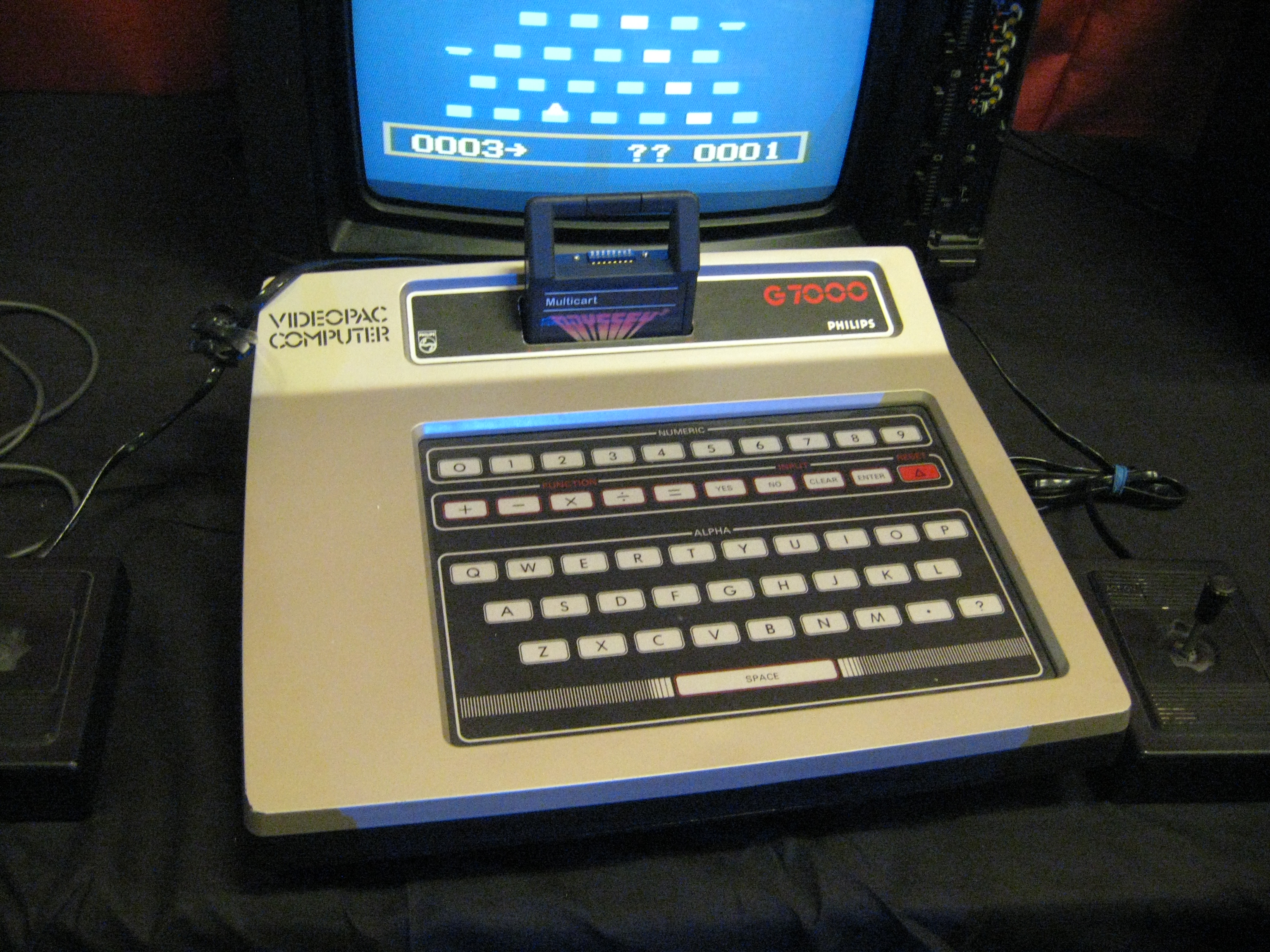
Philips Videopac G7000
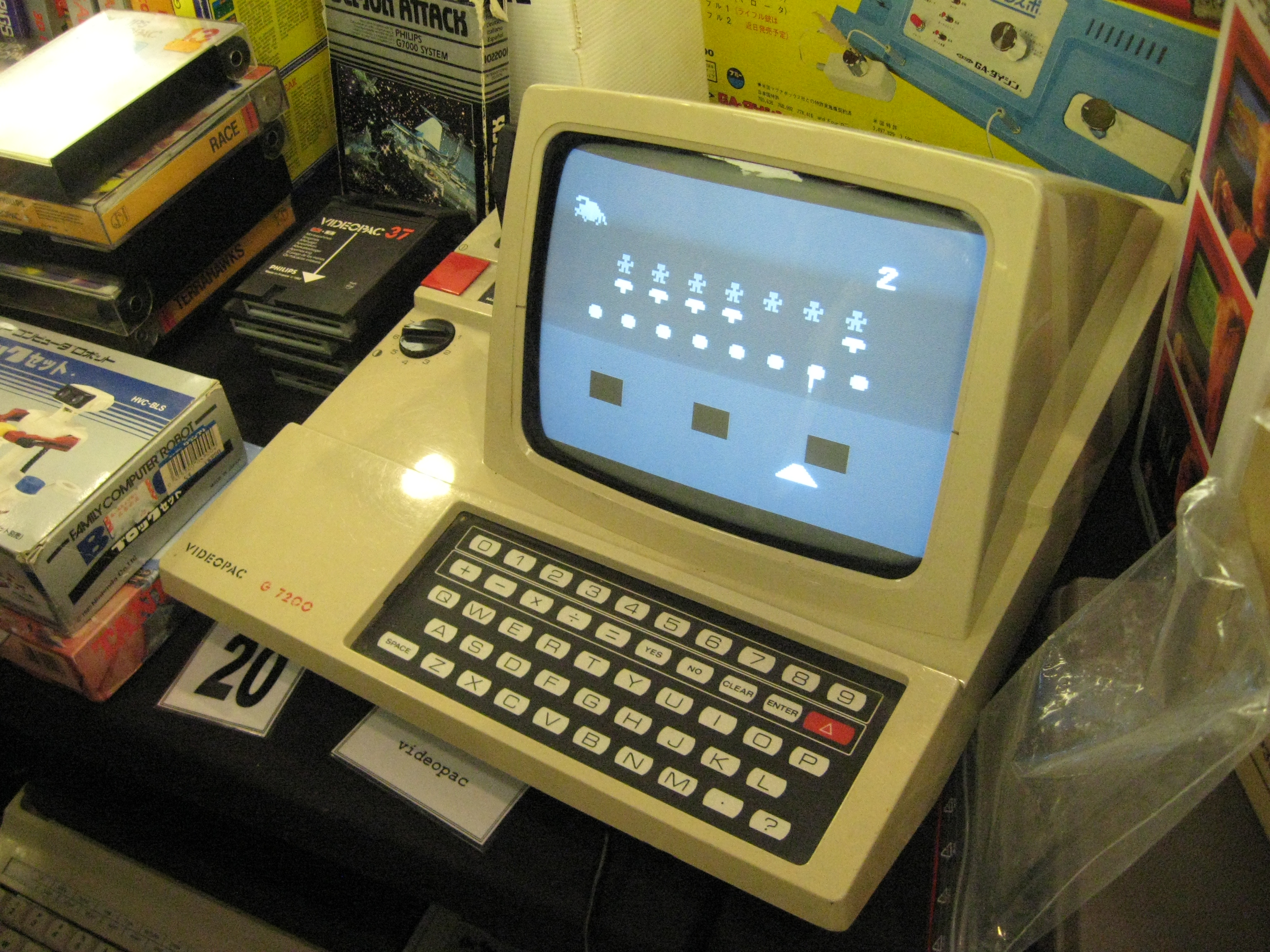
Philips Videopac G7200 con il monitor integrato
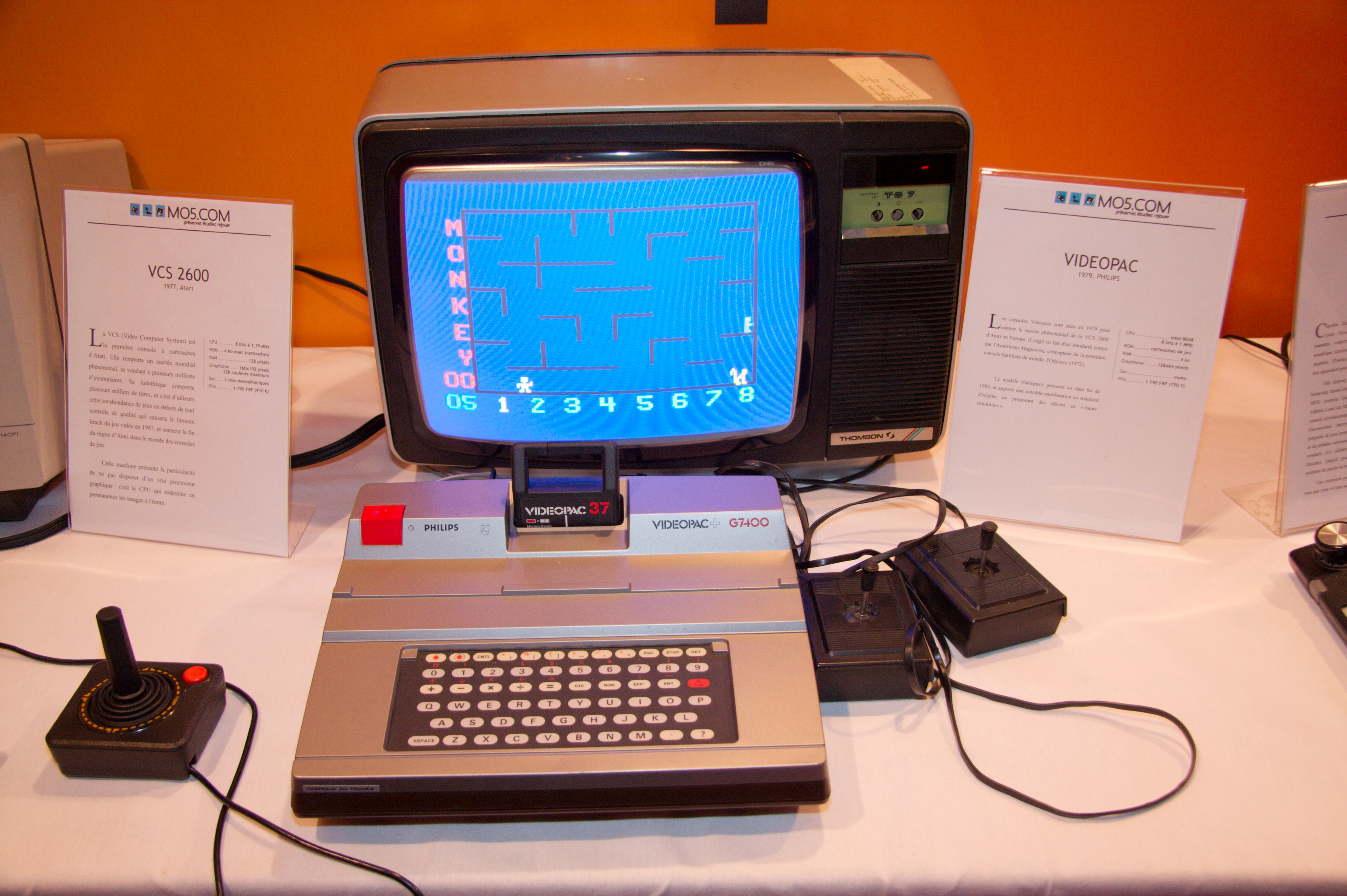
Philips Videopac G7400+ con un gioco in esecuzione

## Periferiche

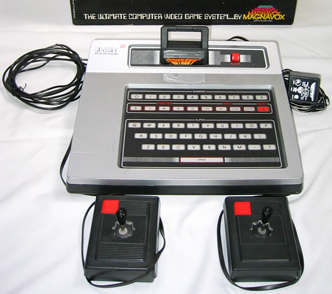
Versione statunitense della console

Per cercare di promuovere al meglio il proprio sistema, Philips tentò la carta dell'espandibilità. L'inclusione di una tastiera permise l'interazione con software applicativi ed educativi. Ad esempio, tramite un'apposita cartuccia si poteva utilizzare il Videopac come fosse un computer, e digitare diversi comandi in linguaggio Assembly. Altro asso nella manica (peculiarità solo della versione americana) era una periferica denominata The Voice, che permetteva l'uso di campioni sonori piuttosto grezzi durante le sessioni di gioco. Il Chess Module, invece, permetteva di giocare a scacchi: una cartuccia di espansione (uno Z80 dotato di 8 kB sia come ROM che RAM) era preposta alla creazione degli algoritmi necessari alla simulazione di un gioco complesso come quello degli scacchi. Altra proposta piuttosto originale furono i giochi Master Strategy: The Quest for the Rings, Conquest of the World The Great Wall Street Fortune Hunt. Essi erano un particolare ibrido videoludico che abbinava il videogioco al tradizionale gioco da tavolo e che distinguevano questa console dai modelli concorrenti.

## Posizione sul mercato
Philips fallì nel tentativo di imporre Videopac come standard, ma riscosse delle buone quote di mercato, in particolare nel continente europeo. Negli Stati Uniti, nonostante una calorosa accoglienza, non riuscì a surclassare né l'Atari 2600 né l'Intellivision: il potere commerciale di Atari e di Mattel Electronics rappresentarono ostacoli insormontabili, grazie al massiccio e costante supporto riservato loro dalle terze parti. Appoggio quantificabile nella produzione di conversioni di giochi arcade, particolarmente in auge nei primi anni ottanta. Dal canto suo, la casa olandese poté contrapporre una sola licenza arcade, Turtles - gioco labirintico con tartarughe - di discreta fattura, ma ben lontano dall'eguagliare il successo di titoli come Asteroids e Defender. Si comportò invece bene sul mercato europeo, dove la console fu venduta da Philips e da diverse sue sussidiarie. Ma fu in Brasile che allungò notevolmente il proprio ciclo vitale, addirittura fino al 1987, grazie al fatto che le allora leggi che proibivano l'importazione di elettronica dall'estero per favorire la produzione nazionale permisero a Philips, che aveva un proprio stabilimento nel paese sudamericano, di spadroneggiare con la Philips Odissey, dovendo competere solo con i cloni dell'Atari 2600 e del ColecoVision.
Complessivamente si stima che siano state vendute circa 1.000.000 di console nel Nord America ed 1.000.000 di unità tra Sud America, Europa e resto del mondo.

## Giochi
Nonostante le buone caratteristiche hardware della console, molti giochi di prima generazione furono rimarcati da una risoluzione grafica molto primitiva e da una giocabilità limitata. Si trattò perlopiù di giochi sportivi che avevano ben poco da spartire con le rispettive controparti. Comunque, qualche esempio valido emerse, specialmente con l'avvento della seconda generazione del software su cartuccia (4 kB invece dei canonici 2). Artefice di questa nuova fase fu Ed Averret, che programmò un discreto numero di giochi, primo fra tutti KC Munchkin, clone di Pac-Man che costò a Philips una causa da parte di Atari con conseguente ritiro dal mercato del suddetto titolo. Altra produzione meritevole di menzione è da ricercarsi in Pete e il piccone magico, platform in cui districarsi tra massi rotolanti e chiavi dorate; UFO, sparatutto che fa il verso al celebre Asteroids. Il trend positivo continuò con la nuova ondata software, agevolata dalle superiori capacità grafiche del G7400+ e da cartucce sempre più capienti. Terrahawks sperimentava il genere inaugurato da Space Invaders ma con notevole resa grafica; Killer Bees era un altro sparatutto originale; Nightmare si ispirava a un altro classico, ovvero Frogger, sostituendo il fiume, i coccodrilli, i tronchi e le macchine con una casa abitata da spiriti. Solo 2 società esterne a Philips si cimentarono nello sviluppo del software. La prima fu Parker Brothers, molto attiva in quegli anni, e dedita alla conversione di arcade quali Popeye, Frogger, Super Cobra e Q*bert. L'altra fu Imagic che convertì su Videopac il suo successo multiformato, Demon Attack, uno sparatutto molto simile al celebre Phoenix (a sua volta, un clone di Galaxian piuttosto riuscito). Il lavoro svolto fu eccellente, e fu confermato anche con il successivo Atlantis.
Il punteggio era standard in tutti i giochi e aveva come caratteristica principale il fatto che non poteva superare la cifra 9999. Inoltre, era concesso un solo tentativo prima che apparisse la schermata del game over.

## Differenze di compatibilità
Il G7400+ poteva eseguire tutto il software progettato appositamente per i Videopac G7000 e 7200. Per sfruttare le potenzialità grafiche superiori del G7400+ furono riproposte delle versioni dei giochi già pubblicati con nuovi sfondi appositamente disegnati per il VDC del nuovo modello: quando era eseguito sul G7400+ il gioco presentava il nuovo sfondo grafico ad alta risoluzione mentre quando la stessa cartuccia veniva usata sui modelli G7000 e G7200 venivano visualizzati gli sfondi a bassa risoluzione. Per fare un esempio Terrahawks+ sui vecchi modelli proponeva gli stessi elementi (astronave principale e nemici) senza che venissero compromesse fluidità e velocità di gioco ma era completamente sprovvisto del fondale visibile giocando con il G7400+. Quindi, niente superficie lunare e il pianeta Terra sullo sfondo, ma solo una schermata nera. Furono anche immessi sul mercato 3 giochi (Norseman, Helicopter Rescue e Trans American Rally) destinati unicamente alla tecnologia di punta, con grafica e sfondi ad alta risoluzione, scorrimento dello sfondo ed un gameplay superiore.

## Emulazione
Il fenomeno dell'emulazione ha riproposto anche molti videogiochi del Videopac. O2EM, creato da Dan Boris, emula perfettamente su PC il software Videopac ed è utilizzabile tramite console (ovvero aprendo una finestra stile MS-DOS e digitando i comandi desiderati). Per rendere più intuitiva la gestione del programma, sono state abbinate ad esso specifiche utility (denominate Front-End) che consentono di selezionare i giochi da una finestra a video. Altra produzione frutto della scena underground (particolarmente fervida in Brasile) è costituita da nuovi giochi tra cui citiamo Amok, un epigono di Berzerk, e una cartuccia comprendente l'intera (o quasi) serie prodotta per il sistema. In particolare, questi lavori sono da riferirsi a John Donzilla.